# 스미스 앤드 웨슨 m36

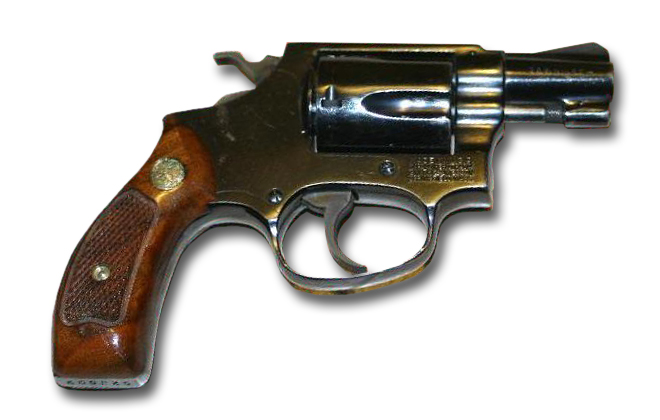

s&w m36은 미국의  smith and wesson 사에서 개발한 리볼버권총이다. 초소형 포켓형 리볼버로, 38구경스페셜을 사용한다.
싱글, 더블액션 겸용으로, 공이치기를 세워 싱글로 쏠 수도 있지만 방아쇠압과 명중률, 신속한 대응을 포기하고 안전함과 급하게 쏘는 것을 위해 더블액션으로 쏠 수도 있다. 별칭은 치프스 스페셜이다.

## 여담
중앙정보부장 김재규가 79년 10월 26일 박정희를 저격할 때 발터 ppk가 격발불량이 나자 박선호에게서 빌려 쓴 총이다.